# Karbow-Vietlübbe
Karbow-Vietlübbe là một đô thị tại Ludwigslust-Parchim (trước thuộc huyện Parchim), bang Mecklenburg-Vorpommern, miền bắc nước Đức.